# 應德
應德（1084年3月15日~1087年5月11日）是日本的年號之一。使用這個年號的天皇是白河天皇與堀河天皇。

## 改元
- 永保四年二月七日（1084年3月15日） 改元應德。
- 應德四年四月七日（1087年5月11日） 改元寬治。

## 出處
- 《白虎通義》

## 紀年、西曆、干支對照表
| 應德 | 元年   | 二年   | 三年   | 四年   |
| 公元 | 1084年 | 1085年 | 1086年 | 1087年 |
| 干支 | 甲子   | 乙丑   | 丙寅   | 丁卯   |